# Peter Mueller
Peter R. Mueller, född 14 april 1988 i Bloomington, Minnesota, är en amerikansk professionell ishockeyspelare som för närvarande spelar för Malmö Redhawks i SHL. Han har tidigare spelat på NHL-nivå för Phoenix Coyotes, Colorado Avalanche och Florida Panthers och på lägre nivåer för Kloten Flyers i Nationalliga A (NLA) och Everett Silvertips i Western Hockey League (WHL).

## Spelarkarriär
Mueller draftades som 8:e spelare totalt av Phoenix i NHL-draften 2006. Han spelade dock vidare i WHL-laget Everett Silvertips tills 2007 då han debuterade för första gången i NHL.
3 mars 2010 blev Mueller tillsammans med sin lagkamrat Kevin Porter trejdade till Colorado Avalanche i utbyte mot Wojtek Wolski eftersom det på senare tid hade börjat gå trögt för Mueller i Phoenix. Väl i Colorado fick Mueller upp formen direkt och hann med hela 20 poäng på de 15 matcher han hann spela innan en hjärnskakning satte stopp för Mueller att fortsätta spela den säsongen.
Säsongen 2010/11 var ingen höjdare. Mueller drabbades av två hjärnskakningar på ett par månader och missade därför hela säsongen.
12 juli 2012 skrev Florida Panthers 1-årskontrakt med Mueller värt 1,75 miljoner dollar.
Mueller valde att inte fortsätta i NHL för Panthers utan skrev på ett 1-årskontrakt med Kloten Flyers i NLA i Schweiz.
12 augusti 2015 valde Mueller att stanna kvar i Europa efter att ha varit Free Agent och skrev därför på ett 1-årskontrakt med Malmö Redhawks i SHL.

## Statistik

### Klubbkarriär

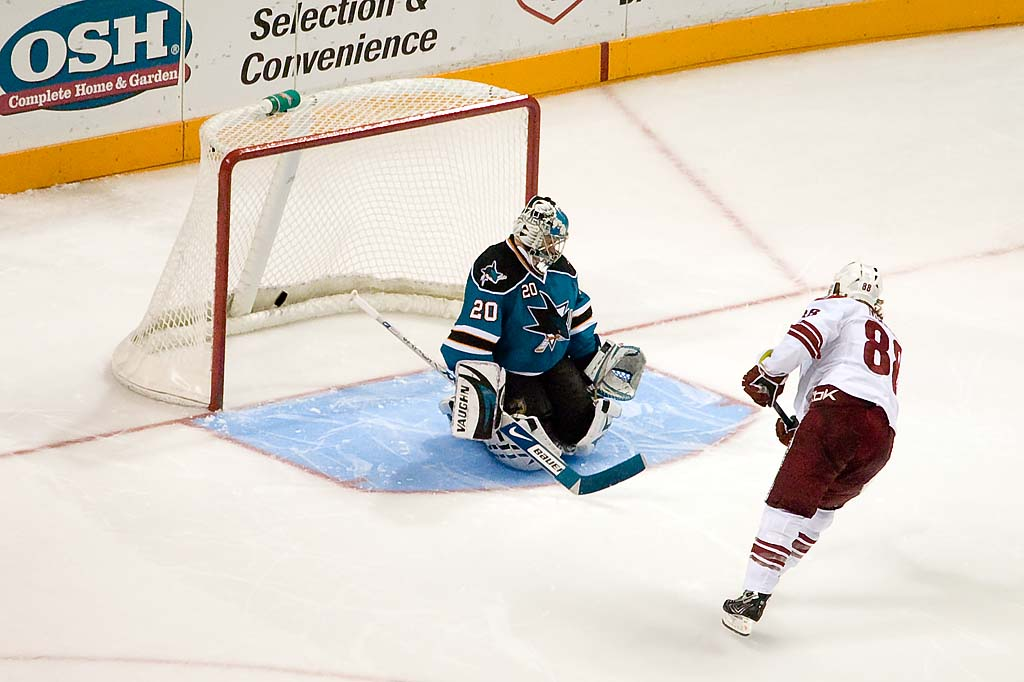
Peter Mueller här i Pheonix gör mål på straff

| 2004–05    | USNTDP             | NAHL       | 40  | 26 | 26 | 52  | 56 | —  | — | — | —  | —  |
| 2005–06    | Everett Silvertips | WHL        | 52  | 26 | 32 | 58  | 44 | 15 | 7 | 6 | 13 | 10 |
| 2006–07    | Everett Silvertips | WHL        | 51  | 21 | 57 | 78  | 45 | 12 | 7 | 9 | 16 | 12 |
| 2007–08    | Phoenix Coyotes    | NHL        | 81  | 22 | 32 | 54  | 32 | —  | — | — | —  | —  |
| 2008–09    | Phoenix Coyotes    | NHL        | 72  | 13 | 23 | 36  | 24 | —  | — | — | —  | —  |
| 2009–10    | Phoenix Coyotes    | NHL        | 54  | 4  | 13 | 17  | 8  | —  | — | — | —  | —  |
| 2009–10    | Colorado Avalanche | NHL        | 15  | 9  | 11 | 20  | 8  | —  | — | — | —  | —  |
| 2010–11    | Colorado Avalanche | NHL        | 0   | 0  | 0  | 0   | 0  | —  | — | — | —  | —  |
| 2011–12    | Colorado Avalanche | NHL        | 32  | 7  | 9  | 16  | 8  | —  | — | — | —  | —  |
| 2012–13    | Florida Panthers   | NHL        | 43  | 8  | 9  | 17  | 18 | —  | — | — | —  | —  |
| 2013–14    | Kloten Flyers      | NLA        | 49  | 24 | 22 | 46  | 12 | 10 | 2 | 1 | 3  | 4  |
| 2014–15    | Kloten Flyers      | NLA        | 34  | 10 | 7  | 17  | 12 | —  | — | — | —  | —  |
| 2015–16    | Malmö Redhawks     | SHL        | 43  | 13 | 12 | 25  | 16 | —  | — | — | —  | —  |
| NHL totalt | NHL totalt         | NHL totalt | 297 | 63 | 97 | 160 | 98 | —  | — | — | —  | —  |

### Internationellt
| År            | Lag           | Turnering     |               | Matcher | Mål | Assist | Poäng | Utv |
| ------------- | ------------- | ------------- | ------------- | ------- | --- | ------ | ----- | --- |
| 2005          | USA           | U18-VM        | 6             | 4       | 3   | 7      | 20    |     |
| 2006          | USA           | JVM           | 7             | 2       | 4   | 6      | 26    |     |
| 2007          | USA           | JVM           | 7             | 3       | 3   | 6      | 8     |     |
| 2008          | USA           | VM            | 7             | 0       | 4   | 4      | 0     |     |
| 2014          | USA           | VM            | 8             | 1       | 3   | 4      | 2     |     |
| Junior totalt | Junior totalt | Junior totalt | Junior totalt | 20      | 9   | 10     | 19    | 54  |
| Senior totalt | Senior totalt | Senior totalt | Senior totalt | 15      | 1   | 7      | 8     | 2   |